# 14734 Сьюзанстокер
14734 Сьюзанстокер (14734 Susanstoker) — астероїд головного поясу, відкритий 29 лютого 2000 року.
Тіссеранів параметр щодо Юпітера — 3,550.